# Szalowa

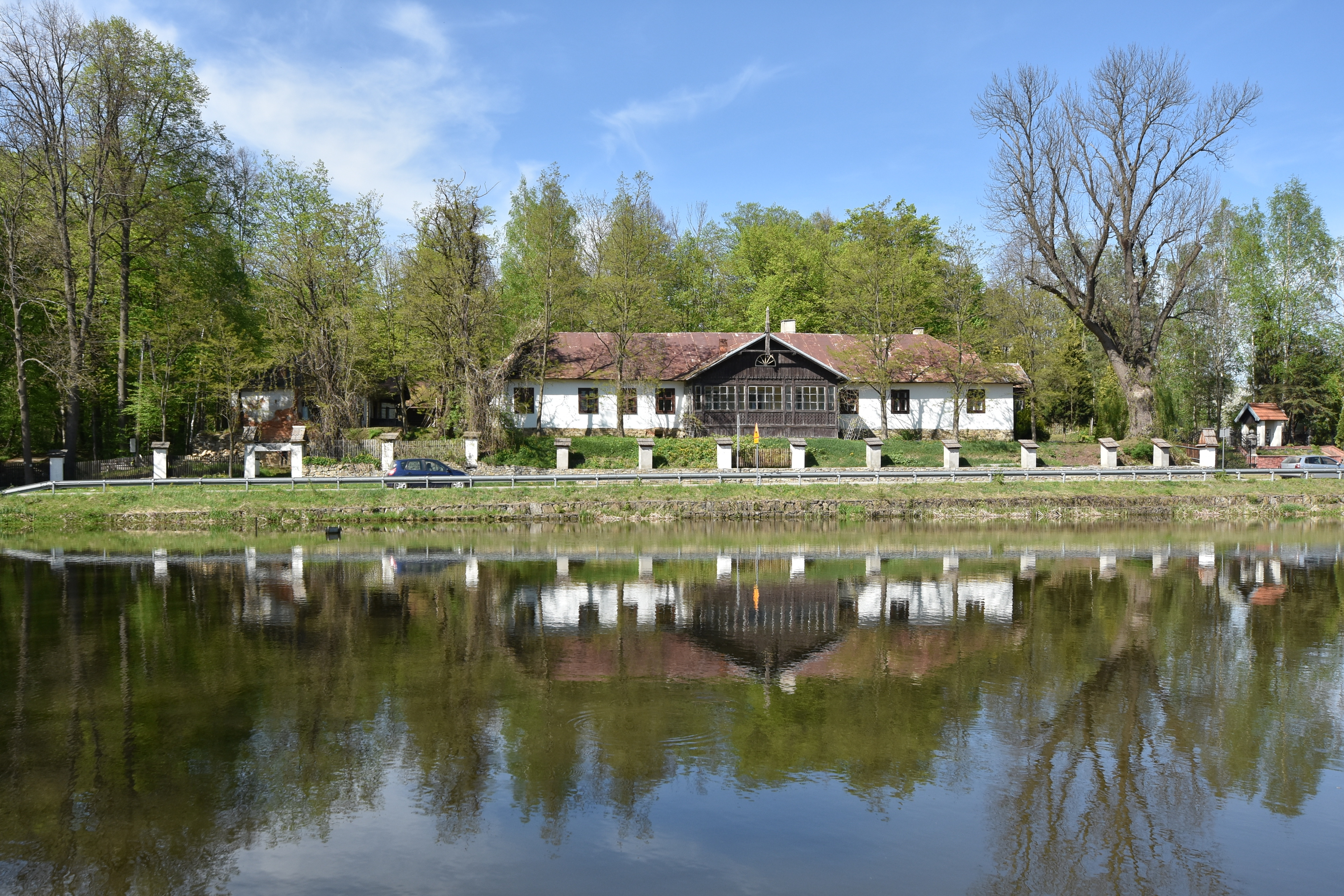
Dwór

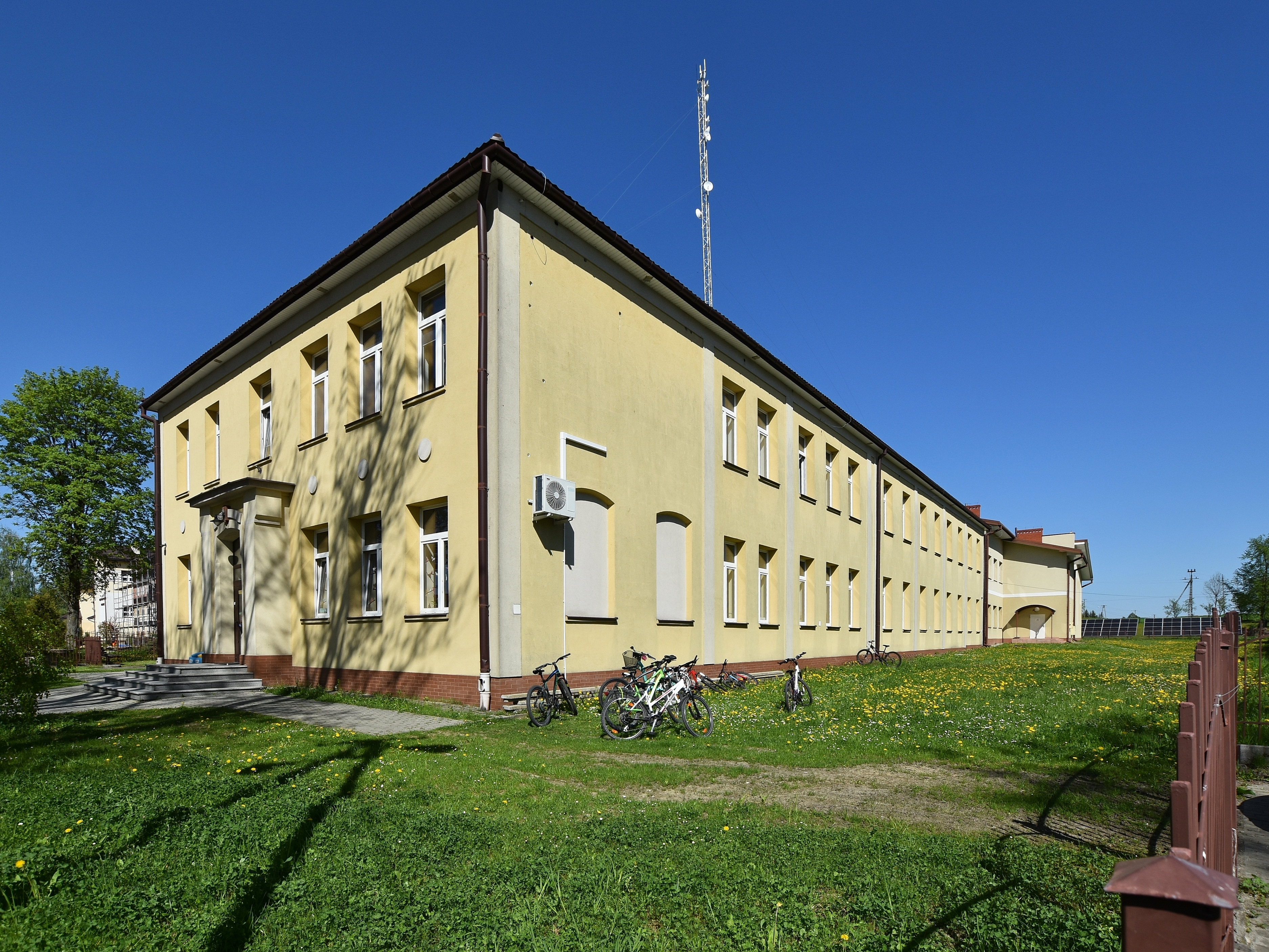
Szkoła

Szalowa – wieś w Polsce położona w województwie małopolskim, w powiecie gorlickim, w gminie Łużna – w dolinie Szalówki u stóp Maślanej Góry.
W latach 1975–1998 miejscowość administracyjnie należała do województwa nowosądeckiego.

## Części wsi
| SIMC    | Nazwa    | Rodzaj    |
| ------- | -------- | --------- |
| 0450105 | Biedowa  | część wsi |
| 0450111 | Bochnia  | część wsi |
| 0450128 | Góra     | część wsi |
| 0450134 | Górzyna  | część wsi |
| 0450140 | Kozłówki | część wsi |
| 0450157 | Pola     | część wsi |

## Historia
Osada lokowana prawdopodobnie w XIII w., wzmiankowana w roku 1346. Jedna z nielicznych wsi w regionie mająca prawo urządzania jarmarków.
Popularna jeszcze w połowie XIX w. „Geografia (...) Galicyi i Lodomeryi” (wyd. 1786) podawała o Szalowej tylko krótką informację: Wieś domu hrabiów Krasińskich; sławna w kościele pięknym, cudownym obrazem ś. Jana Kantego.

## Zabytki
Obiekty wpisane do rejestru zabytków nieruchomych województwa małopolskiego
- zespół kościoła parafialnego;
  - kościół pw. św. Michała Archanioła, drewniany, 1739–1756;
  - kaplica pw. Miłosierdzia Bożego, poł. XVIII;
  - cmentarz kościelny;
  - ogrodzenie cmentarza, murowane, z arkadową dzwonnicą, pocz. XIX wieku.

Kościół św. Michała Archanioła pochodzi z I połowy XVIII w. Trójnawowy, konstrukcji zrębowej, z fasadą dwuwieżową. W szczycie fasady XVIII-wieczna figura przedstawiająca św. Michała Archanioła depczącego diabła. Wyposażenie kościoła to głównie elementy z XVIII w. We wnętrzu iluzjonistyczna polichromia oraz bogaty wystrój rzeźbiarski. Na łukach arkad naw bocznych stoją rzeźby apostołów. Od listopada 2017 jest pomnikiem historii. 
 Inne obiekty o znaczeniu historycznym
- Drewniany dwór szlachecki, z pierwszej połowy XVIII w.

## Szlaki turystyczne
- Szalowa – Gorlice – Magura Małastowska – Ożenna
- Szalowa – Bobowa – Bukowiec – Jamna bacówka